# 카리스마 레코드
카리스마 레코드(영어: Charisma Records)는 1969년 저널리스트로 활동했던 토니 스트래튼 스미스가 설립한 영국의 레이블로, 페이머스 카리스마 레이블(영어: The Famous Charisma Label)로도 알려져 있다. 스미스는 이전에 더 나이스, 본조 도그 밴드, 밴 더 그래프 제너레이터 등의 록 밴드의 매니저로 활동했었다. 게일 콜슨이 레이블 매니저 공동 매니징 디렉터로 활동했다.
레이블의 가장 성공적인 음악가는 제네시스, 피터 가브리엘, 줄리언 레논과 몬티 파이튼이었다. 첫 번째 발매작은 1969년 11월 레어 버드의 LP였으며, 레어 버드는 1970년대 초 카리스마의 첫 번째 히트 싱글인 〈Sympathy〉를 발매하기도 했다.
카리스마 레코드는 또 더 나이스, 로버트 존 고프리, 호크윈드, 알란 파슨스 프로젝트, 존 베처먼, 말콤 맥라렌의 음반을 발매했으며, 제네시스의 멤버인 피터 해밀, 토니 뱅크스, 스티브 해킷의 1970년대 솔로 음반도 카리스마에서 발매됐다.
1983년 카리스마 레코드는 버진 레코드에 인수된 채 1986년까지 운영하다가 버진이 레이블을 흡수하였다. 버진은 1992년 손 EMI에 인수되었고, 1990년과 1992년 사이에는 이름 외 원래 레이블가는 관련이 없는 새로운 버전의 카리스마가 운영되었다. 카디악 레코드라고 하는 보다 인디 지향적이고 독립적으로 유통되는 자회사가 있었다. 일부 카리스마 레코드의 음반은 EMI에서 재발매되었으며, 영국에서는 2007년 EMI의 에인절 레코드를 통해 레이블이 부활했다. 이후 유니버설 뮤직 그룹이 EMI의 대부분을 인수하며 카리스마는 버진 레코드로 돌아갔다.

## 자회사
1980년과 1982년까지 카리스마는 뉴 웨이브와 레게 음악을 다룬 프리 레코드(Pre Records)라는 자회사를 운영했다. 프리에는 스카스, 프린스 파 I, 델타 5, 그레고리 아이작스, 모노크롬 세트, 콩고 아샨티 로이 등이 있었으며, 레지던츠, 턱시도문 등 미국의 레이블인 랄프 레코드에서 발매된 음반들을 영국에서 발매되었다. 유럽에서 프리 레코드의 음반은 카리스마 레이블에서 발매되었다.

## 유명한 발매작

### 음반
| 연도 | 음악가                  | 음반                                | 차트                                                                                    | 인증                                                                         |
| ---- | ----------------------- | ----------------------------------- | --------------------------------------------------------------------------------------- | ---------------------------------------------------------------------------- |
| 1970 | 더 나이스               | Five Bridges                        | 영국 #2                                                                                 |                                                                              |
| 1970 | 린디스판                | Nicely Out of Tune                  | 영국 #8                                                                                 |                                                                              |
| 1971 | 더 나이스               | Elegy                               | 영국 #5                                                                                 |                                                                              |
| 1971 | 린디스판                | Fog on the Tyne                     | 영국 #1                                                                                 |                                                                              |
| 1971 | 제네시스                | Nursery Cryme                       | 영국 #39                                                                                | 프랑스: 골드                                                                 |
| 1972 | 린디스판                | Dingly Dell                         | 영국 #5                                                                                 |                                                                              |
| 1972 | 보 한손                 | Music Inspired by Lord of the Rings | 영국 #34, 미국 #154                                                                     | 호주, 영국: 골드                                                             |
| 1972 | 제네시스                | Foxtrot                             | 영국 #12                                                                                | 프랑스, 영국: 골드                                                           |
| 1973 | 제네시스                | Genesis Live                        | 영국 #9                                                                                 |                                                                              |
| 1973 | 린디스판                | Lindisfarne Live                    | 영국 #25                                                                                |                                                                              |
| 1973 | 클리포드 T. 워드        | Home Thoughts                       | 영국 #40                                                                                |                                                                              |
| 1973 | 앨런 헐                 | Pipedream                           | 영국 #29                                                                                |                                                                              |
| 1973 | 제네시스                | Selling England by the Pound        | 영국 #3                                                                                 | 프랑스, 영국, 미국: 골드                                                     |
| 1974 | 제네시스                | The Lamb Lies Down on Broadway      | 영국 #10                                                                                | 프랑스, 영국, 미국: 골드                                                     |
| 1975 | 스티브 해킷             | Voyage of the Acolyte               | 영국 #26                                                                                | 영국: 실버                                                                   |
| 1976 | 제네시스                | A Trick of the Tail                 | 영국 #3, 네덜란드 #7, 미국 #31                                                          | 프랑스, 영국, 미국: 골드                                                     |
| 1976 | 알란 파슨스 프로젝트    | Tales of Mystery and Imagination    | 미국 #38                                                                                | 독일: 골드                                                                   |
| 1976 | 호크윈드                | Astounding Sounds, Amazing Music    | 영국 #33                                                                                |                                                                              |
| 1976 | 제네시스                | Wind & Wuthering                    | 영국 #7, 미국 #26                                                                       | 프랑스, 영국, 미국: 골드                                                     |
| 1977 | 피터 가브리엘           | Peter Gabriel                       | 프랑스 #5, 노르웨이 #5, 영국 #7, 스웨덴 #8, 독일 #9, 이탈리아 #9, 네덜란드 #9, 미국 #38 | 프랑스, 독일, 영국: 골드                                                     |
| 1977 | 브랜드 X                | Moroccan Roll                       | 영국 #37                                                                                |                                                                              |
| 1977 | 호크윈드                | Quark, Strangeness and Charm        | 영국 #30                                                                                |                                                                              |
| 1977 | 제네시스                | Seconds Out                         | 영국 #4                                                                                 |                                                                              |
| 1978 | 제네시스                | ...And Then There Were Three...     | 독일 #2, 영국 #3, 노르웨이 #7, 네덜란드 #8, 미국 #14                                    | 미국: 플래티넘, 프랑스, 독일, 영국: 골드                                     |
| 1978 | 스티브 해킷             | Please Don't Touch                  | 영국 #38                                                                                |                                                                              |
| 1978 | 피터 가브리엘           | Peter Gabriel                       | 프랑스 #2, 영국 #10                                                                     |                                                                              |
| 1979 | 토니 뱅크스             | A Curious Feeling                   | 영국 #21                                                                                |                                                                              |
| 1979 | 스티브 해킷             | Spectral Mornings                   | 영국 #22                                                                                |                                                                              |
| 1980 | 제네시스                | Duke                                | 영국 #1, 독일 #2, 프랑스 #4, 노르웨이 #4, 스웨덴 #9, 미국 #11                           | 영국, 미국: 플래티넘, 프랑스: 골드                                           |
| 1980 | 피터 가브리엘           | Peter Gabriel                       | 프랑스 #1, 영국 #1, 노르웨이 #5, 캐나다 #7, 스웨덴 #8, 미국 #22                         | 캐나다: 2× 플래티넘, 프랑스, 영국, 미국: 골드                                |
| 1980 | 스티브 해킷             | Defector                            | 영국 #9                                                                                 |                                                                              |
| 1980 | 레지던츠                | The Commercial Album                |                                                                                         |                                                                              |
| 1981 | 스티브 해킷             | Cured                               | 영국 #15                                                                                |                                                                              |
| 1981 | 제네시스                | Abacab                              | 영국 #1, 노르웨이 #4, 독일 #6, 네덜란드 #6, 미국 #7                                     | 미국: 2× 플래티넘, 프랑스, 독일, 영국: 골드                                  |
| 1982 | 제네시스                | Three Sides Live                    | 영국 #2, 네덜란드 #6, 미국 #10                                                          | 미국: 골드                                                                   |
| 1982 | 피터 가브리엘           | Peter Gabriel                       | 캐나다 #2, 프랑스 #5, 영국 #6, 스웨덴 #10, 미국 #28                                     | 캐나다: 플래티넘, 영국, 미국: 골드                                           |
| 1983 | 말콤 맥라렌             | Duck Rock2                          | 영국 #18                                                                                | 영국: 실버                                                                   |
| 1983 | 스티브 해킷             | Highly Strung                       | 영국 #16                                                                                |                                                                              |
| 1983 | 피터 가브리엘           | Plays Live                          | 영국 #8                                                                                 |                                                                              |
| 1983 | 제네시스                | Genesis1                            | 독일 #1, 영국 #1, AUT #2, 네덜란드 #2, 노르웨이 #2, 스위스 #2, 프랑스 #5                | 영국: 2× 플래티넘, 프랑스, 독일: 플래티넘                                    |
| 1984 | 줄리언 레논             | Valotte                             | 호주 #8, 미국 #17, 영국 #20                                                             | 미국: 플래티넘, 영국: 실버                                                   |
| 1986 | 피터 가브리엘           | So3                                 | 캐나다 #1, 네덜란드 #1, 노르웨이 #1, NZ #1, 영국 #1, 독일 #2, 스웨덴 #2, 미국 #2        | 미국: 5× 플래티넘, 영국: 3× 플래티넘, 독일, 네덜란드: 플래티넘, 프랑스: 골드 |
| 1986 | 제네시스                | Invisible Touch1                    | 영국 #1, 독일 #2, 네덜란드 #2, 노르웨이 #3, 스웨덴 #4, 스위스 #4, AUT #5, 프랑스 #8     | 영국: 4× 플래티넘, 프랑스, 독일: 플래티넘                                    |
| 1986 | 월즈 페이머스 슈프림 팀 | Rappin'                             |                                                                                         |                                                                              |

1: 호주에서는 버진 레코드, 미국에서는 애틀랜틱 레코드에서 발매
2: 미국에서는 아일랜드 레코드에서 발매
3: 미국에서는 게펀 레코드에서 발매
| 라이브 음반 |

### 싱글
| 연도 | 음악가                                      | 싱글                                    | 차트                                                    | 인증 |
| ---- | ------------------------------------------- | --------------------------------------- | ------------------------------------------------------- | ---- |
| 1971 | 린디스판                                    | "Lady Eleanor"                          | 영국 #3                                                 |      |
| 1971 | 린디스판                                    | "Meet Me on the Corner"                 | 영국 #5                                                 |      |
| 1973 | 클리포트 T. 워드                            | "Gaye"                                  | 영국 #8                                                 |      |
| 1974 | 제네시스                                    | "I Know What I Like (In Your Wardrobe)" | 영국 #21                                                |      |
| 1977 | 피터 가브리엘                               | "Solsbury Hill"                         | 영국 #13                                                |      |
| 1977 | 제네시스                                    | Spot the Pigeon                         | 영국 #14                                                |      |
| 1978 | 제네시스                                    | "Follow You Follow Me"1                 | 스위스 #6, 영국 #7, 독일 #8                             |      |
| 1980 | 피터 가브리엘                               | "Games Without Frontiers"               | 영국 #4, 캐나다 #7                                      |      |
| 1980 | 제네시스                                    | "Turn It on Again"                      | 영국 #8                                                 |      |
| 1980 | 피터 가브리엘                               | "No Self Control"                       | 영국 #33                                                |      |
| 1980 | 피터 가브리엘                               | "Biko"                                  | 영국 #38                                                |      |
| 1981 | 제네시스                                    | "Abacab"1                               | 노르웨이 #8, 영국 #9                                    |      |
| 1981 | 제네시스                                    | "Keep It Dark"                          | 영국 #33                                                |      |
| 1982 | 제네시스                                    | 3×3                                     | 영국 #10                                                |      |
| 1982 | 말콤 맥라렌 앤드 더 월즈 페이머스 슈프림 팀 | "Buffalo Gals"1                         | 스위스 #9, 영국 #9                                      |      |
| 1983 | 말콤 맥라렌 앤드 더 맥라레네츠              | "Soweto"                                | 영국 #32                                                |      |
| 1983 | 말콤 맥라렌 앤드 더 이보니츠                | "Double Dutch"                          | 영국 #3, 아일랜드 #7, NZ #10                            |      |
| 1984 | 말콤 맥라렌                                 | "Madam Butterfly (Un bel di vedremo)"   | 아일랜드 #10, 영국 #13                                  |      |
| 1985 | 줄리언 레논                                 | "Too Late for Goodbyes"1                | 아일랜드 #5, 영국 #6                                    |      |
| 1985 | 줄리언 레논                                 | "Say You're Wrong"                      | 미국 #21                                                |      |
| 1986 | 피터 가브리엘                               | "Sledgehammer"2                         | 아일랜드 #3, 영국 #4, 네덜란드 #6, 독일 #7, 이탈리아 #8 |      |
| 1991 | 줄리언 레논                                 | "Saltwater"1                            | 아일랜드 #5, 영국 #6                                    |      |

1: 캐나다, 뉴질랜드, 미국에서는 애틀랜틱 레코드에서 발매
2: 호주, 캐나다, 뉴질랜드, 미국에서는 게펀 레코드에서 발매
| EP |

## 컴필레이션 / 샘플러 음반
| 연도 | 음반                                                |
| ---- | --------------------------------------------------- |
| 1973 | Parlour Song Book – An Evening of Victorian Gems    |
| 1973 | Music from Free Creek                               |
| 1973 | Lay Lady Lay                                        |
| 1973 | Charisma Festival                                   |
| 1973 | One More Chance                                     |
| 1973 | The Golden Age of Comedy                            |
| 1973 | Charisma Disturbance                                |
| 1974 | Charisma Keyboards                                  |
| 1974 | The Famous Charisma Label 5th Anniversary           |
| 1975 | Beyond an Empty Dream (Songs for a Modern Church)   |
| 1975 | Charisma Records October Releases                   |
| 1975 | Charisma Records September Releases                 |
| 1975 | Beyond an Empty Dream                               |
| 1976 | Summit Meeting                                      |
| 1977 | Charisma Festival '77                               |
| 1979 | Charisma Presentation                               |
| 1980 | Masterpieces                                        |
| 1980 | Untitled                                            |
| 1980 | The Charisma Repeat Performance                     |
| 1980 | Disco Promozionale                                  |
| 1981 | We Are Most Amused: The Very Best of British Comedy |
| 1981 | Heat from the Street                                |
| 1983 | Songs for a Modern Church '83                       |
| 1984 | Hip Hop – The Original and Best                     |